# Линдмалдер, Джанин
Джанин Мэри Линдмалдер (англ. Janine Marie Lindemulder; также известна как Джанин Мэри Джеймс, англ. Janine Marie James; 14 ноября 1968, Ла-Мирада, Калифорния, США) — американская стриптизёрша и порноактриса, более известна своей работой в американских порнографических фильмах (обычно упоминается как Janine или Dakota) в середине 1990-х и 2004—2005 годах.

## Начало карьеры
В декабре 1987 года стала «Киской месяца» журнала Penthouse. В 1990 году была соискательницей титула «Киски года», заняв второе место при голосовании. Она ещё несколько раз появлялась в журнале в течение последующих 10 лет.
В начале своей карьеры Джанин пробовала сниматься в художественных фильмах. Первую роль она получила в итальянском фильме под названием Bersaglio sull’autostrada (1988), в английском прокате вышедшем под названием Moving Target. В титрах она упоминается под именем Janine Linde. Она продолжала сниматься в других художественных фильмах, включая Spring Break USA и Spring Break USA Caged Fury, хотя ни один из них не имел успеха. Её съемки в Penthouse позволили ей сняться в видео, выпущенном компанией Penthouse Satin & Lace, вместе в другими моделями журнала. Это в итоге привело к её дебюту в порнофильмах.

## Карьера в порнофильмах
Джанин начала сниматься в фильмах для взрослых в 1989 году. Её первым полупорнографическим фильмом был Caged Fury, при участии Эрика Эстрады. Она играет в нескольких других фильмах в 1990 году, только с партнёрами-мужчинами. Её сын был зачат во время незащищённого секса (согласно слухам, но это до конца не известно). После этого Джанин отказывается работать с мужчинами.
В 1992 году Джанин снимается у режиссёра Эндрю Блейка в фильме под названием Hidden Obsessions. Она снялась ещё в двух порнофильмах, после чего заключила контракт с компанией Vivid Video, став одной из девушек, которые именуются Vivid Girls. Одним из пунктов её контракта было то, что она будет сниматься в порнографических сценах только с женщинами. Её первый фильм в Vivid назывался Parlor Games, и она снялась более чем в 50 других лентах этой компании. Во время своей работы в Vivid Джанин занималась также другими проектами. Она организовала стриптиз-дуэт «Blondage» вместе с Джулией Энн, они выступали в разных клубах и снялись в нескольких фильмах Vivid. Джанин получила роль жены директора лагеря в фильме Говарда Стерна «Части тела». Джанин также появилась на теле- и радиошоу Стерна в качестве приглашенного гостя. Джанин была моделью для обложки альбома Enema of the State группы Blink-182 и появилась в их видеоклипе на песню «What’s My Age Again?» в роли медсестры. Также она снималась в нескольких других музыкальных клипах.
В 1999 Джанин прекратила работу порноактрисы, чтобы начать карьеру воспитателя детского сада, тем не менее она осталась в порнобизнесе, став режиссёром и продюсером. Она также заявила, что причина её ухода состояла в том, чтобы уделять больше внимания своему ребёнку.
Её отставка продлилась до апреля 2004 года, когда она неожиданно вернулась в порнобизнес в качестве актрисы/продюсера, и объявила, что будет сниматься не только с женщинами, но и с мужчинами. Это провоцирует протесты от её бывших фанов, которые чувствуют себя преданными этим решением. Джанин подписала контракт со своей бывшей компанией Vivid Video и снялась в восьми фильмах, выходивших под их брендом. Её первой съемкой с мужчиной, после долгого перерыва, была сцена с Ником Меннингом в фильме Maneater.
В 2005 году, после истечения договора с Vivid Video, Джанин подписала контракт с Digital Playground и снялась в нескольких фильмах этой компании.
В ноябре 2005 года она объявила на форуме сайта, что она уйдет из порнобизнеса. Однако в январе 2006 года, получив две AVN Awards за роль в фильме Pirates, она всё же решила остаться. Теперь большую часть времени Джанин снимается в лесбийских сценах, но по-прежнему продолжает сниматься с мужчинами.
Её последним фильмом с другой известной порнозвездой был фильм Janine Loves Jenna c Дженной Джеймсон, вышедший в апреле 2007 года.
Теперь она является символом порнографии, совсем как Рон Джереми, Питер Норт или Дженна Джеймсон. И была введена в зал славы AVN.

## Личная жизнь
Произвела существенные изменения в своей внешности в 2004—2008 годах: теперь у неё есть пирсинг в клиторе и сосках. У Джанин есть татуировки на теле: на всей правой руке от плеча до запястья, на левой руке, шее, лопатках, всей спине. Недавно она также сделала себе татуировки ниже пупка, на шее и на груди. У неё есть татуировки на икрах и на лодыжках.
Видео Джанин с участием рокера Винса Нила и актрисы (бывшей модели Penthouse) Брэнди Ледфорд, на котором все трое занимались любовью на отдыхе на Гавайях, было украдено. Оно в итоге было выпущено той же компанией, которая распространяла домашнее видео секса актрисы Памелы Андерсон и её мужа рок-музыканта Томми Ли.
В 2002 Линдмалдер вышла замуж за основателя «West Coast Choppers» Джесси Г. Джеймса. Съемки их свадьбы были показаны в шоу телеканала Discovery, Motorcycle Mania 3. В шоу показан широкий диапазон их отношений: от церемонии бракосочетания до ссоры между ними, когда Джанин кидает вазу в Джеймса и её арестовывают за оскорбление. Джанин и Джеймс имеют общую дочь, через некоторое время они развелись.
Джанин является родственницей порноактрисы и модели Келли Мэдисон.
В августе 2008 Линдемалдер признала себя виновной по федеральному обвинению в намеренном отказе от уплаты налогов. Она была не в состоянии выплатить 200 000 $ в задолженностях по выплате налогов. Она сделала авансовый платеж за дом в размере 647 000 $ и купила два новых автомобиля, несмотря на то что знала о своей налоговой задолженности. Она мужественно встретила один год тюремного заключения и штраф в размере 100 000 $.
В декабре 2008 Линдмалдер была приговорена к шести месяцам в федеральной тюрьме. Судья приказал, чтобы в течение шести месяцев после её выхода из тюрьмы она жила в исправительном центре и в течение одного месяца находилась под федеральным контролем. Её также обязали выплатить приблизительно 294 000 $ бывших долгов американскому правительству. Она была заключена в тюрьму в Federal Correctional Institution at Victorville, около г. Аделанто, штат Калифорния, и была освобождена 13 июля 2009. Она вела блог, находясь в тюрьме, с помощью писем веб-мастеру и планирует получить диплом об окончании средней школы. Она также планирует написать книгу о её лесбийском сексе с другими заключенными.
В то время как Джанни находилась в тюрьме, опеку над её дочерью получила Джесси Джейн. После освобождения Джанин она и Джеймс судились за право получить опеку над их дочерью. Джеймс обвинил Джанин и её нового мужа, ещё одного осужденного преступника, в неспособности быть нормальными родителями. Джеймс выиграл процесс в декабре 2009 года. Джанин имеет право на еженедельные посещения, ограниченные дневными часами. Её просьба о расширении прав посещения было отклонено судом Orange County family court.
У Джанин был секс с девушками вне порносъемок — её партнёрша по стриптиз-дуэту «Blondage», Джулия Энн, заявила, что между ними был секс, и описала их взаимоотношения как «разновидность влюбленных подруг».

## Цитаты
- «Я обожаю женщин.»
- «Я снимаюсь в порнофильмах, потому мне было интересно, и это всегда было тем, о чем я фантазировала, и это было прекрасным выходом для меня, чтобы заниматься любовью с многочисленными женщинами всех форм и размеров.»
- «Я очень бисексуальна, с самого начала моей юности. Мне было очень интересно.»
- «Занимаясь сексом одновременно с мужчиной и женщиной, я могу получить 6 оргазмов.»
- «Я не против этого (об анальном сексе). Это работает на меня и делает меня сильнее, чем что-либо иное, но я совсем немного раздражительна. Я делаю это только в моей личной жизни. Я думаю, что это только вопрос времени, прежде чем я решусь на этот шаг в кино.»

## Избранная фильмография
- Hidden Obsessions (Studio A), 1993)
- Blondage (Vivid, 1994)
- Head Shots (Vivid, 1995)
- Lethal Affairs (Vivid, 1996)
- Broken Promises (Vivid, 1997)
- Extreme Close-Up Janine (Vivid, 1998)
- Seven Deadly Sins (Vivid, 1999)
- And the Winner is… Janine (Vivid, 2000)
- Deep Inside Janine (Vivid, 2001)
- Ultimate Janine (Vivid, 2002)
- Up Close and Personal Janine (Vivid, 2002)
- Virtual Sex with Janine (Digital Playground, 2002)
- Vivid Girl Janine (Vivid, 2004)
- 5 Star Janine (Vivid, 2004)
- Supreme Janine (Vivid, 2005)
- And The Envelope Please Janine (Vivid, 2005)
- Пираты (film X) (Digital Playground, 2005)
- Janine’s Been Blackmaled (Vivid, 2005)
- Emperor (Vivid, 2006)
- Pipe Dreams (Vivid, 2007)

## Награды
- 1994 XRCO Award for Best Girl-Girl Scene — Hidden Obsessions (with Julia Ann)[4]
- 1994 AVN Award for Best All-Girl Sex Scene (Film) for Hidden Obsessions (with Julia Ann)[5]
- 1997 AVN Award for Best Tease Performance for Extreme Close-Up[5]
- 2000 AVN Award for Best All-Girl Sex Scene (Film) for Seven Deadly Sins (with Julia Ann)([5]
- 2000 AVN Award for Best Supporting Actress (Film) for Seven Deadly Sins[5]
- 2006 AVN Award for Best All-Girl Sex Scene — Pirates (with Jesse Jane)[6]
- 2006 AVN Award for Best Actress (Video) — Pirates[6]
- 2006 XRCO Award for MILF of the Year[7]
- 2007 AVN Award for Best Sex Scene Coupling (Film) — Emperor (with Manuel Ferrara)[8]
- Зал славы AVN Awards[9]
- Зал славы XRCO[7]